# Красноярська державна академія музики і театру
Красноярська державна академія музики й театру — вищий навчальний заклад у Красноярську. Заснована 1978 року, як Красноярський державний інститут мистецтв.
Об'єднує два факультети — музичний і театральний. Навчання ведеться за фахами: фортепіано, струнні, духові, ударні, народні інструменти, сольний спів, хорове диригування, музикознавство, композиція, актор драматичного театру й кіно, актор музичного театру.
На базі академії був створений Красноярський філармонічний російський оркестр, камерний хор «Тобі співаємо» та камерний оркестр. Щорічно академією організовується понад 500 концертів і спектаклів. Академією організовано міжнародний фестиваль-конкурс музичної творчості дітей і молоді «Надія», Всеросійський конкурс-фестиваль «Сибірські камерні асамблеї», міжрегіональний фестиваль- конкурс «Весняні хорові капели».

## Випускники
- Одинцова Олена Миколаївна — російська театральна актриса, заслужена артистка Російської Федерації.